# 龙山路4号聚会所

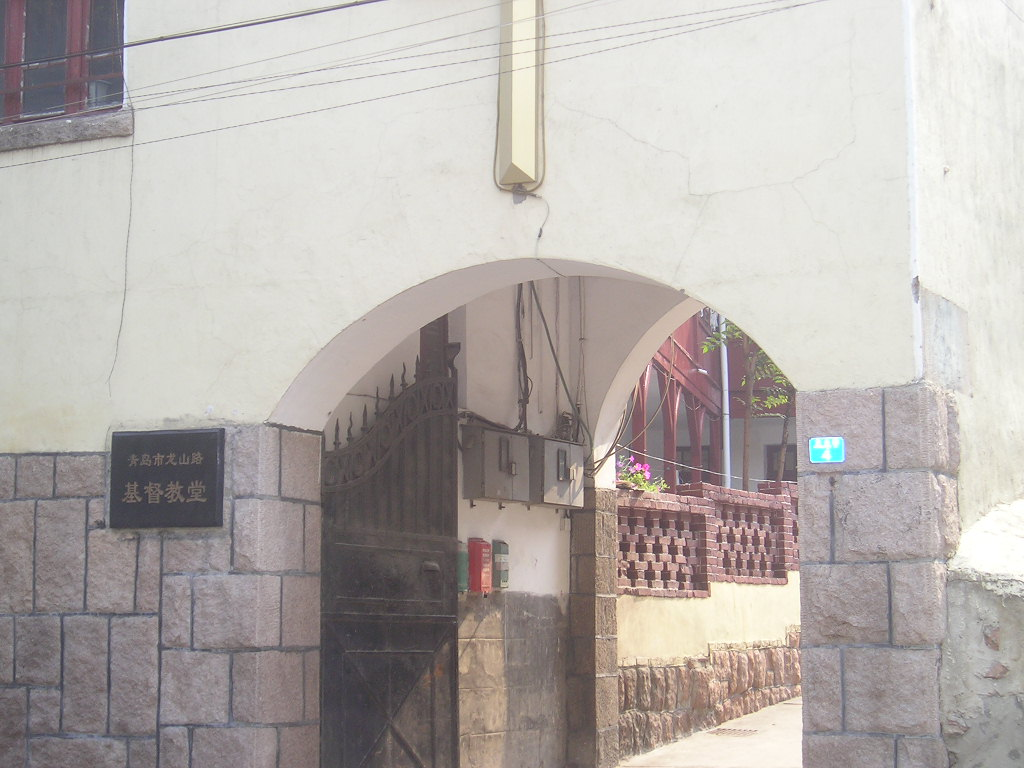
龙山路4号聚会所

龙山路4号聚会所是青岛地方教会所建的一座教会建筑。
1935年，在青岛的地方教会成立。
1942年，信徒陈子万（阳本印染厂董事）捐建了龙山路4号聚会所。占地面积1,324平方米，建筑面积750平方米，可容信徒1,500人聚会。1943年会所建成时，青岛地方教会因拒绝参加日伪组建的华北基督教团，被迫停止聚会，因此这个会所并未投入使用。直到日本战败后，1946年初，龙山路4号聚会所才真正投入使用。
1949年春节开始，长老张子洁带领青岛教会全体传福音，信徒迅速由300余人增至4,000人，除了龙山路4号聚会所以外，还分为20个家聚会。
1958年，中国大陆基督教实行联合礼拜，除龙山路聚会所作为全市少数几个基督教联合聚会点之一，青岛教会其他聚会所均被撤并。1960年，龙山路4号聚会所一度被青岛市政协占用，青岛地方教会的擘饼聚会先后迁往济宁路31号（济宁路浸信会教堂）和青岛圣保罗堂。1962年市政协迁出，聚会得以迁回龙山路聚会所。
1965年，龙山路聚会所的聚会停止，房屋由青岛医学院附属医院使用。
1985年，原青岛地方教会信徒在江苏路基督教堂恢复了擘饼聚会。1994年，擘饼聚会回到了龙山路4号聚会所，改名为“龙山路基督教堂”。此后又重新恢复了祷告聚会、造就聚会等。
自1958年以后，基督复临安息日会的聚会从安徽路20号迁出，借用龙山路4号聚会所进行。